# Galearia
Galearia (лат.) — род паразитических наездников семейства Eucharitidae подотряда стебельчатобрюхие отряда перепончатокрылые насекомые. 2 вида. Паразитоиды куколок муравьев (Formicidae).

## Распространение
Встречаются в Южной Америке, в Аргентине, Боливии, Бразилии и Венесуэле.

## Описание
Мелкие паразитоидные халцьцидоидные наездники с длинным заднегрудным выступом, нависающим над брюшком. От близких родов отличается следующими признаками: глаза плоские и прилегают к краю головы, голова плотно прилегает к мезосоме, краевые шипы самки куполообразные и широко закруглены над брюшком, отростки самца острые в вершине с широким, почти сходящимся основанием.
Ранее, единственная известная биологическая запись была сделана в 1933 году Джеминьяни, в статье он упомянул, что взрослая особь G. latreillei (=Thoracantha latreillei) был собран из кучи отходов гнезда Pogonomyrmex cunicularius Mayr (=P. carnivora), но эта муравьиная ассоциация, скорее всего, невалидна. Позднее в качестве хозяина были названы коконы муравьёв Ectatomma brunneum. Самки паразитоида откладывают около 400 яиц на листьях растений Sida cordifolia (Мальвовые), через 11 дней из них появляются планидии, очень подвижные мелкие личинки с котрыми связано проникновение (в том числе, через форезию) в муравейники.

## Систематика
Известно 2 вида. Таксон был впервые выделен в 1846 году французским энтомологом Гаспаром Огюстом Брюлле (1809—1873). Включён в состав номинативного подсемейства Eucharitinae. 
- Galearia coleopteroides (Waterhouse & G.R., 1839)[6]
  - =Acrostela apta  (Walker, 1862)
  - =Galearia bruchi  (Gemignani, 1933)
  - =Galearia latreillei  (Guerin-Meneville, 1844)
  - =Galearia violacea  Brulle, 1846
  - =Thoracantha apta  Walker, 1862
  - =Thoracantha bruchi  Gemignani, 1933
  - =Thoracantha coleopteroides  Waterhouse, 1839
  - =Thoracantha coleoptheroides  Waterhouse, 1839
  - =Thoracantha latreillei  Guerin-Meneville, 1844
- Galearia proseni (Gemignani, 1947)[7]
  - =Galearia latreillei (Guerin-Meneville, 1844)
  - =Pseudokapala proseni Gemignani, 1947